# Kreisgräber der Einzelgrabkultur
Die ab den 1990er Jahren ausgegrabenen Kreisgräber der Einzelgrabkultur (EGK) z. B. von Hejnsvig, Højlyst Pårup und Sjørup entstanden in der Folge der etwas vor 2800 v. Chr. erfolgten Zuwanderung in den Westen Jütlands. Die Einzelgrabkultur gehört zu den schnurkeramischen Gruppen des Endneolithikums und ist eine in jedem Detail andere Kultur, die aus dem Süden nach Jütland kam und später in ganz Dänemark und darüber hinaus verbreitet war. Sie folgt auf die Trichterbecherkultur (TBK, etwa von 4200 bis 2800 v. Chr.)
Entlang der Karup Å wurden die Mitglieder einer ihrer Gruppen unter kleinen Hügeln bestattet. Mehrere der kleinen Grabhügel (dänisch småhøje) wurden ausgegraben. Die Toten wurden im Ost-West orientierten Cirkelgrave unterhalb der gewachsenen Oberfläche (als Untergräber) in Holzbohlensärgen begraben. Die Leichen lagen mit Blickrichtung nach Süden und angewinkelten Beinen auf der Seite. Die Männer lagen mit dem Kopf nach Westen, die Frauen nach Osten. Über dem Grab wurde ein niedriger Hügel errichtet, der, falls neue Bestattungen hinzugefügt wurden, erhöht wurde. Dann liegen mehrere Gräber höhenversetzt im gleichen Hügel. 
Dies ist die normale Art der Bestattung dieser Kultur, aber es gibt auch Grabtypen, die sich deutlich unterscheiden, weil sie vermutlich Jahrhunderte jünger sind. Eine Gruppe sind die hölzernen Grabkisten (dänisch træbyggede gravkiste), wie sie z. B. im Tinghøj und an über 20 anderen Stellen gefunden wurden.
Zur zweiten Gruppe gehören die Kreisgräber, von denen eines im Jahre 1990 in einem niedrigen Hügel nördlich von Sejbækken und südlich von Sjørup ausgegraben wurde. Eine runde Grube von etwa 4,0 m Durchmesser und 1,3 m Tiefe war von einem Graben umgeben, in dem vermutlich eine vertikale Bohlenwand eine Art Gebäude über dem Grab bildete, denn es waren Holzkohlereste in die Verfüllung der Kreisgrube geraten. Das Gebäude (nicht zwangsläufig ein bedachtes Haus) wurde niedergebrannt, bevor der Hügel über dem Grab aufgeworfen wurde. Das Grab in der Mitte war als dunkler Schatten im hellen Sandboden erkennbar. Der Sarg und die Skelettspuren einer Männerbestattung waren zu erkennen. Diese Grabform ist selten, aber nicht einzigartig. Ähnliche Kreisgräber mit Spuren verbrannter Gebäude wurden unter anderen Hügeln gefunden. Die Menschen, die eine solche Bestattung erfuhren, müssen eine besondere Stellung in der Gesellschaft gehabt haben. 